# Louisville
Louisville je nejlidnatější město v americkém státě Kentucky a šestnácté nebo dvacáté sedmé nejlidnatější město ve Spojených státech (záleží na způsobu počítání obyvatel). Město leží na severu Kentucky na hranicích se státem Indiana s městem Jeffersonville. Louisville je sídlem okresu Jefferson County. Jeho rozloha činí 1032  km². V roce 2010 v Louisville žilo 741 096 obyvatel, včetně aglomerace 1,2 milionu lidí. Město bylo založeno roku 1778.
O městu se často říká, že je to nejsevernější jižní město a nejjižnější severní město USA. Je to dáno tím, že se tu mísí kultura jak amerického Jihu, tak Středozápadu. Louisville se proslavilo koňskými dostihy na závodišti Churchill Downs.

## Dějiny

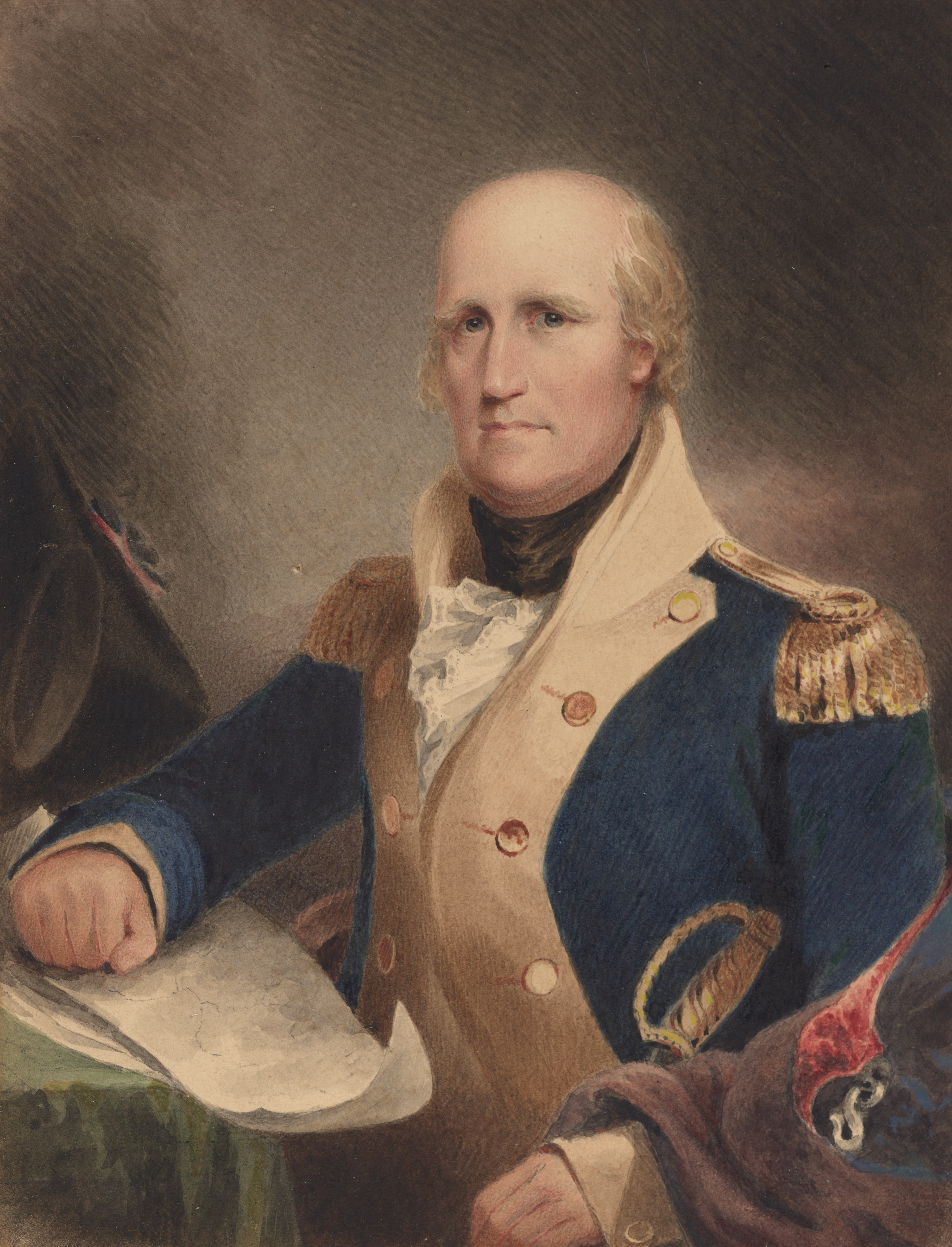
Zakladatel města Louisville, plukovník George Rogers Clark

Peřeje blízko vodopádů na řece Ohio vytvářely přirozenou zábranu pro plavbu na lodích. Proto vznikala sídliště evropských kolonistů pronikajících do tohoto kraje na tomto místě. První osadu na místě moderního města Louisville založil v roce 1778 plukovník George Rogers Clark. Stalo se tak zhruba dva roky po přijetí Deklarace nezávislosti v roce 1776, kterou byla vyhlášena samostatnost Spojených států amerických. Clark dal osadě jméno Louisville na počest francouzského krále Ludvíka XVI., neboť Francie tehdy podporovala stále trvající boj kolonistů za nezávislost na Království Velké Británie, a to i vojenskými jednotkami. Stanovy města Louisville byly v roce 1780 schváleny generálním shromážděním státu Virginie (Virginia General Assembly), ke kterému tehdy území dnešního státu Kentucky patřilo.

## Demografie
Údaje o počtu obyvatel v Louisville se velmi různí podle toho, zda je bráno v úvahu jen samotné (úzce definované) město nebo město a jeho aglomerace. Podle sčítání lidu z roku 2010 žilo v samotném Louisville 597 337 obyvatel. Pro rok 2017 byl zjištěn počet 771 158 obyvatel, ovšem pro oblast zahrnující město a přilehlou část Jefferson County.

### Rasové složení (2010)
- 70,6 % bílí Američané
- 22,9 % Afroameričané
- 0,3 % američtí Indiáni
- 2,2 % asijští Američané
- 0,1 % pacifičtí ostrované
- 1,8 % jiná rasa
- 2,3 % dvě nebo více ras

Obyvatelé hispánského nebo latinskoamerického původu, bez ohledu na rasu, tvořili 4,5 % populace.

## Dopravní infrastruktura
Důležitou součástí dopravní infrastruktury města je letiště Louisville International Airport (IATA: SDF), které je určeno jak pro civilní tak pro vojenské účely. V roce 2017 na něm bylo provedeno 167 470 startů a přistání. Je domovským přístavem pro 36 dopravních letadel. Letiště přepravilo v roce 2017 3 474 340 cestujících.

## Události
Louisville se proslavilo závody na koních. Nachází se zde například závodiště Churchill Downs. Na něm se každoročně první sobotu v květnu koná Kentucky Derby, v celoamerickém měřítku významné rovinové dostihy tříletých anglických plnokrevníků (Thoroughbreads). Tyto závody jsou součástí a vyvrcholením 14 dní trvající velké lidové slavnosti zvané Kentucky Derby Festival.

## Slavní rodáci
- Richard Mentor Johnson (1781–1850), politik, 9. viceprezident Spojených států amerických
- Louis Dembitz Brandeis (1856–1941), právník, soudce Nejvyššího soudu Spojených států amerických
- Šim'on Agranat (1906–1992), předseda Nejvyššího soudu Státu Izrael
- Hunter S. Thompson (1937–2005), novinář a spisovatel
- Sue Graftonová (1940–2017), spisovatelka detektivních románů
- Muhammad Ali (1942–2016), boxer
- Artimus Pyle (* 1948), bubeník, člen skupiny Lynyrd Skynyrd
- Gus Van Sant (* 1952), režisér a producent
- James Kottak (* 1962), bubeník, bývalý člen skupiny Scorpions
- Josh Dallas (* 1978), herec
- Jennifer Carpenter (* 1979), herečka
- Rajon Rondo (* 1986), profesionální basketbalista hrající soutěž NBA
- Jennifer Lawrenceová (* 1990), herečka, držitelka Oscara
- Jack Harlow (* 1998), zpěvák arapper

## Partnerská města
- La Plata, Argentina
- Mohuč, Německo
- Montpellier, Francie
- Perm, Rusko
- Quito, Ekvádor
- Tamale, Ghana
- Ťiou-ťiang, Čína